# 吳裕中
吴裕中（1585年—1626年），字幼益，號磊石，又號敬庵，湖广武昌府江夏縣人。

## 生平
生萬曆十五年乙酉，五岁授句读，一日自私塾趋持两梨奉父母，父摩其顶曰：孝子。应声曰：忠臣。父深奇之。父殁，益自刻励。万历四十三年（1615年）乙卯科湖广乡试举人，四十七年（1619年）成己未科進士，授广东顺德令，顺固剧邑，多陋规，凡胥史各曹盐引给发，水陆舟邮皆有额，例以为常。裕中艴然曰：岂吏而贾耶！斥绝之，又置石关，修海门，严武备，大著廉能声，兼摄新会篆，县多山险，为盗薮，裕中建署设哨搜辑之，盗遂戢。天啓五年（1625年）乙丑，考选为江西道御史，召入御史台，疏论南太仆寺卿朱吾弼顽钝鲜耻，耄耋堪怜，部覆致仕。巡视中城，遂以直谏遘魏珰之祸。魏忠贤罗织忠谠，羣小为之一羽翼，焰张甚，次辅丁绍轼以大臣亦比之，内通客氏，外结崔、田，助为虐，裕中素感愤不平，于是年十一月二十四日夜半肃衣冠，设香烛，昭告二祖列宗，伸纸具疏，未数行，旋风灭烛者三，裕中怒叱曰：是何鬼物，敢尔！呼童子速续火，疏斥绍轼奸邪，误国欺君。二十五日奏上，阁票拟已有旨，姑不究。绍轼力嗾珰矫旨削夺逮问。裕中适往某侍郎所，同两谏垣、两庶常袍服未易，缇骑至，坐中皆失色，裕中从容前曰：昨具小疏，此必为我。随至午门，杖一百，血如注，肉糜烂，骨皆寸折，口呼天子圣明，晕绝舁出。苏醒语所知曰：杖亦君恩，但小疏四才达其一，诸君谁为我续缮者。又顾语侍者曰：吾母远隔数千里外，岂知儿今夕为国死耶！遂绝，时丙寅正月初三日也，年四十有一。諜者走报，绍轼方手茶，甌忽堕地碎，伛身连呼：饶我！饶我！无与我事。左右惊问，曰：适见吴御史来。越二日死。裕中讣至江夏，其母曰：儿果以谏死乎！儿真范滂，吾得为滂母足矣。崇祯初，赠太仆寺卿，褒三代，荫一子，谥曰忠烈。

## 家族
父吴璧山，教授乡里，尝积穀十万石，万历间岁大饥，廉其值以出，乡人德之。生四子，裕中其季也。